# Paso Flores
Paso Flores es una localidad del Departamento Pilcaniyeu, en la provincia de Río Negro, Argentina. Se encuentra a 150 km de San Carlos de Bariloche.

## Población
Contó con 40 habitantes (Indec, 2001), en 1991 fue censada como población rural dispersa.
El censo 2022 arrojó 48 viviendas con una población estable de 123 habitantes en la comisión de fomento.

## La comunidad alemana de Paso Flores
La comunidad de Paso Flores está conformada por colonos alemanes que llegaron hace 50 años, previa escala en las Islas Malvinas, a la Patagonia norte. En 1971 el grupo original se dividió y los que quedaron aggiornaron sus sueños. Conservan un fuerte elemento religioso, pero ahora viven de la ganadería y el turismo.
Se trata de un grupo religioso que salió de su país al terminar la Segunda Guerra Mundial, decepcionado con el rol que había tenido la iglesia durante el conflicto armado y dispuesto a encontrar un lugar en el mundo que le permitiera vivir libremente de acuerdo con los preceptos bíblicos.
Su primer destino estuvo en las Islas Malvinas, donde se radicó la mitad del grupo ya que el gobierno inglés solo contrató a 45 de ellos. Esta circunstancia y el hecho de que obligaban a los niños a asistir a sermones de la iglesia anglicana hicieron que buscaran otra tierra. Así, en mayo de 1958 llegaban los adelantados a Bariloche y poco después todo el grupo empezó aquí una nueva vida, dando lugar a una experiencia única dentro de la religión que profesan.
Los primeros tiempos tuvieron la impronta del espíritu fundacional. Emprendían una nueva etapa en un lugar extraño y con un idioma desconocido, pero por fin estaban juntos para vivir como creían que debían hacerlo.
Una vez instalados en la soledad de la Patagonia esa no fue la solución a los problemas. Por otra parte, el inmigrante vino con su ego de Europa y, a pesar de estar encaminados en una búsqueda interior, el entendimiento no alcanzó para una perfecta convivencia. Aplicaban la doctrina sobre el prójimo más que en sí mismos; eso trajo problemas y con el tiempo se formaron dos líneas: la ortodoxa y la liberal.
Las tensiones fueron in crescendo hasta que en 1971 sobrevino la primera crisis importante del grupo, que terminó en una división. La mitad se fue con el líder original, Wilhelm Cordier; se estableció en la zona de El Bolsón y, más tarde, en Cholila. El resto, entre ellos quienes reconstruyen esta historia, Klaus Dihlmann y Paul Maier, quedó en Paso Flores. Esa situación -recuerdan- fue compleja, porque hasta entonces se habían autoabastecido completamente y al dividirse faltó mano de obra. Esto significó un cambio trascendente: "fue la primera vez que tuvimos que contratar gente de afuera y modernizarnos -relatan-. Compramos tractores, algo que no hacíamos porque los conservadores pensaban que cuanto más cerca de la naturaleza estuviéramos mejor sería".
Fue así como pasaron los 20 años siguientes. Los cambios y las transformaciones se sucedieron pero nunca se perdió de vista el sueño que los había traído a esta tierra. Los pocos que quedaron se sobrepusieron, fe mediante, a todos los desafíos que se fueron presentando hasta la actualidad.

## Clima
Como todas las localidades cercanas a la Línea Sur, el frío es la condición dominante. Los días con heladas superan los 130 días promedio (135.3) una máxima de 43 °C y una temperatura mínima absoluta de -16 °C para el periodo 1956-1981.
| Parámetros climáticos promedio de Paso Flores - Normales : 1956-1981 - Extremos : 1956-1981         | Parámetros climáticos promedio de Paso Flores - Normales : 1956-1981 - Extremos : 1956-1981 | Parámetros climáticos promedio de Paso Flores - Normales : 1956-1981 - Extremos : 1956-1981 | Parámetros climáticos promedio de Paso Flores - Normales : 1956-1981 - Extremos : 1956-1981 | Parámetros climáticos promedio de Paso Flores - Normales : 1956-1981 - Extremos : 1956-1981 | Parámetros climáticos promedio de Paso Flores - Normales : 1956-1981 - Extremos : 1956-1981 | Parámetros climáticos promedio de Paso Flores - Normales : 1956-1981 - Extremos : 1956-1981 | Parámetros climáticos promedio de Paso Flores - Normales : 1956-1981 - Extremos : 1956-1981 | Parámetros climáticos promedio de Paso Flores - Normales : 1956-1981 - Extremos : 1956-1981 | Parámetros climáticos promedio de Paso Flores - Normales : 1956-1981 - Extremos : 1956-1981 | Parámetros climáticos promedio de Paso Flores - Normales : 1956-1981 - Extremos : 1956-1981 | Parámetros climáticos promedio de Paso Flores - Normales : 1956-1981 - Extremos : 1956-1981 | Parámetros climáticos promedio de Paso Flores - Normales : 1956-1981 - Extremos : 1956-1981 | Parámetros climáticos promedio de Paso Flores - Normales : 1956-1981 - Extremos : 1956-1981 |
| Mes                                                                                                 | Ene.                                                                                        | Feb.                                                                                        | Mar.                                                                                        | Abr.                                                                                        | May.                                                                                        | Jun.                                                                                        | Jul.                                                                                        | Ago.                                                                                        | Sep.                                                                                        | Oct.                                                                                        | Nov.                                                                                        | Dic.                                                                                        | Anual                                                                                       |
| --------------------------------------------------------------------------------------------------- | ------------------------------------------------------------------------------------------- | ------------------------------------------------------------------------------------------- | ------------------------------------------------------------------------------------------- | ------------------------------------------------------------------------------------------- | ------------------------------------------------------------------------------------------- | ------------------------------------------------------------------------------------------- | ------------------------------------------------------------------------------------------- | ------------------------------------------------------------------------------------------- | ------------------------------------------------------------------------------------------- | ------------------------------------------------------------------------------------------- | ------------------------------------------------------------------------------------------- | ------------------------------------------------------------------------------------------- | ------------------------------------------------------------------------------------------- |
| Temp. máx. abs. (°C)                                                                                | 40.0                                                                                        | 43.0                                                                                        | 35.0                                                                                        | 31.0                                                                                        | 26.0                                                                                        | 24.0                                                                                        | 20.0                                                                                        | 24.0                                                                                        | 27.5                                                                                        | 32.0                                                                                        | 34.0                                                                                        | 40.0                                                                                        | 43.0                                                                                        |
| Temp. máx. media (°C)                                                                               | 26.6                                                                                        | 27.1                                                                                        | 23.9                                                                                        | 18.6                                                                                        | 13.1                                                                                        | 9.1                                                                                         | 9.5                                                                                         | 11.8                                                                                        | 15.4                                                                                        | 18.8                                                                                        | 22.2                                                                                        | 25.3                                                                                        | 18.5                                                                                        |
| Temp. media (°C)                                                                                    | 18.0                                                                                        | 18.1                                                                                        | 15.2                                                                                        | 10.6                                                                                        | 6.6                                                                                         | 3.4                                                                                         | 3.2                                                                                         | 4.8                                                                                         | 7.8                                                                                         | 10.6                                                                                        | 14.0                                                                                        | 16.8                                                                                        | 10.8                                                                                        |
| Temp. mín. media (°C)                                                                               | 9.4                                                                                         | 9.1                                                                                         | 6.6                                                                                         | 2.6                                                                                         | 0.0                                                                                         | -2.4                                                                                        | -3.1                                                                                        | -2.1                                                                                        | 0.2                                                                                         | 2.5                                                                                         | 5.7                                                                                         | 8.3                                                                                         | 3.1                                                                                         |
| Temp. mín. abs. (°C)                                                                                | -8.5                                                                                        | 0.0                                                                                         | -3.5                                                                                        | -11.0                                                                                       | -15.0                                                                                       | -16.0                                                                                       | -13.0                                                                                       | -12.0                                                                                       | -10.0                                                                                       | -10.0                                                                                       | -7.5                                                                                        | -3.0                                                                                        | -16.0                                                                                       |
| Fuente: *INTA: Estación Meteorológica de Paso Flores - Datos Período 1956-1981</ promedio 1956-1981 |                                                                                             |                                                                                             |                                                                                             |                                                                                             |                                                                                             |                                                                                             |                                                                                             |                                                                                             |                                                                                             |                                                                                             |                                                                                             |                                                                                             |                                                                                             |